# Entratico
Entratico [enˈtraːtiko] (Entràdech [ɛnˈtɾadɛk] in dialetto bergamasco) è un comune italiano di 1 994 abitanti della provincia di Bergamo in Lombardia.
Il paese si trova sulla sinistra orografica del fiume Cherio, in Val Cavallina, a circa 20 chilometri a est dal capoluogo orobico.

## Origini del nome
Secondo recenti studi, sembra che il paese abbia un'origine celtica, come testimonia il nome originale che, in tale lingua significava "villaggio dell'antro".
Numerosi sono stati i cambiamenti del nome: da Lantradico (X secolo) a Lintratico (XIII secolo), passando ad Intratico nel XVI secolo, per diventare definitivamente Entratico nel XVIII secolo.

## Storia
Il primo documento in cui viene menzionato il nome del paese risale all'anno 830, quando un atto conferma la vendita di una casa a San Carpoforo di Trescore in quel di Lintradico.
Nel medioevo il paese, come gran parte dei paesi della val Cavallina, risentì degli scontri fratricidi tra guelfi e ghibellini. In particolare nel 1393 gli scontri raggiunsero livelli tanto cruenti che vi furono numerose uccisioni e ferimenti.
Soltanto con l'arrivo della Repubblica di Venezia la situazione si normalizzò, tanto che non si verificarono più episodi di rilievo nel borgo, che seguì le sorti politiche del resto della provincia di Bergamo.
In tempi più recenti il paese fu unificato con il vicino comune di Luzzana dal 1927 al 1948, quando riacquistò definitivamente la sua autonomia.

### Simboli
Lo stemma e il gonfalone sono stati concessi con decreto del presidente della Repubblica del 12 giugno 1984.
La torre ricorda la roccaforte presente nel paese, dato che Entratico si trovava in uno dei punti strategici più importanti nel quadro difensivo di Bergamo; la colonna di rosso rappresenta gli impianti di estrazione della roccia presenti nel territorio e in generale nella Val Cavallina; la vite ricorda la presenza di vigneti e la produzione di vini della zona; la caverna di roccia è la grotta meglio conosciuta col nome di Buca del Corno.
Il gonfalone è un drappo partito di bianco e di rosso.

## Monumenti e luoghi d'interesse

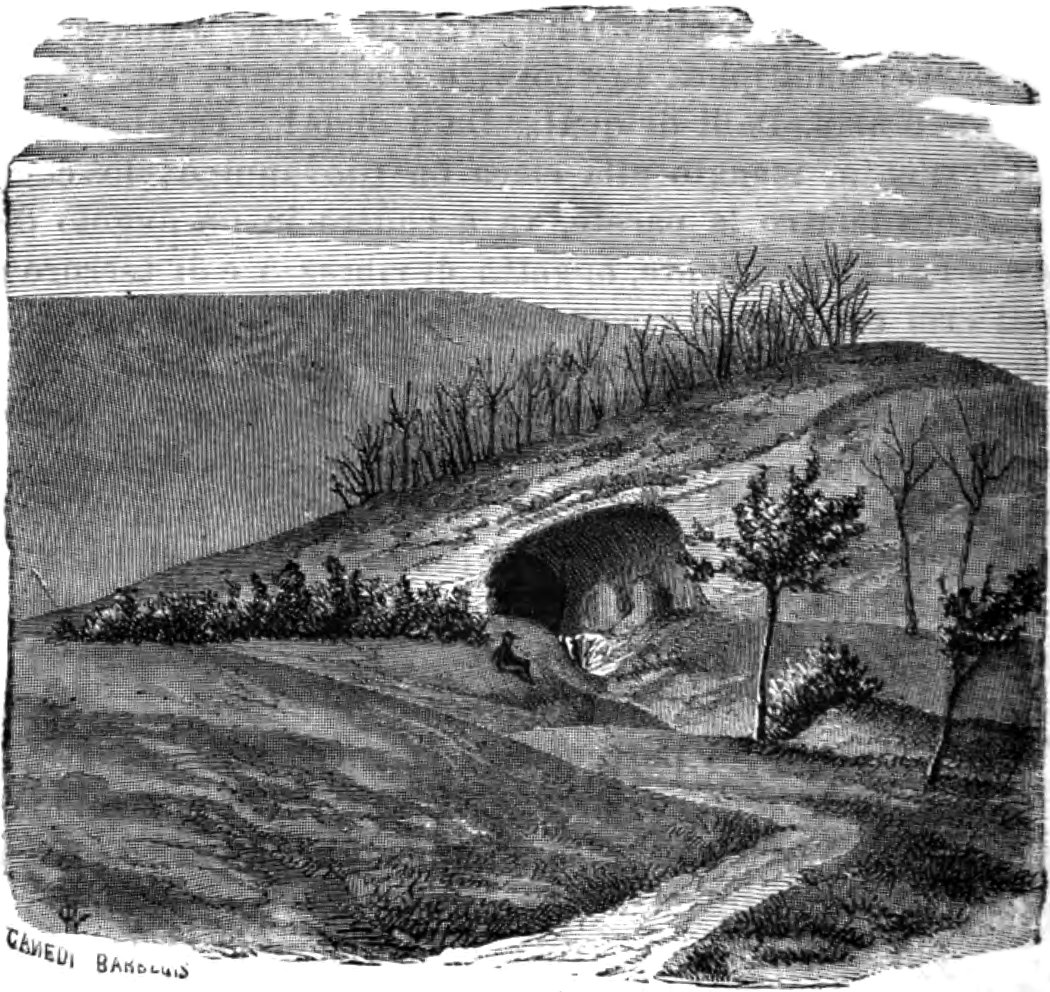
L'ingresso della Buca del corno in una incisione tratta dal libro Il Bel Paese di Antonio Stoppani.

La principale attrazione del paese è rappresentata dalla Buca del corno.
Si tratta di una grotta, lunga circa 400 metri, in cui si possono ammirare gli effetti che l'erosione dell'acqua ha creato sulle rocce circostanti, creando particolarissimi effetti molto suggestivi.
All'interno della grotta sono stati compiuti scavi che hanno permesso il ritrovamento di resti di presenza umana risalenti all'età della pietra. Attorno ad essa si sono create numerose storie e leggende popolari che vedevano protagonisti fantasmi e folletti.
La grotta, illuminata ed accuratamente segnalata, è visitabile nei giorni festivi.
Nel paese inoltre sono degni di nota sia il Bus del castel, borgo medievale con i resti di un piccolo castello, e la chiesa parrocchiale dedicata a San Martino, edificata su una piccola chiesa preesistente, nel XIX secolo. All'interno l'altare di sinistra è stato progettato dall'architetto Giovanni Francesco Lucchini.
Un'altra opera interessante è il santuario dell'Annunziata: edificato per nella seconda metà del XVI secolo e recentemente restaurato, presenta notevoli dipinti: una tela di San Carlo in meditazione eseguita da Francesco Zucco, un affresco con l'Annunciazione (di autore ignoto), e numerose opere di Vittorio Manini tra cui la Natività della Madonna, San Giovanni e le Marie, lo Sposalizio della Vergine e Pietà con la Maddalena.

## Società

### Evoluzione demografica
Abitanti censiti

## Infrastrutture e trasporti
Fra il 1908 e il 1931 la località ospitò una fermata lungo la tranvia della val Cavallina.
Nel territorio comunale passa la Strada statale 42 del Tonale e della Mendola.

## Amministrazione
| Periodo        | Periodo        | Primo cittadino  | Partito                            | Carica  | Note  |
| -------------- | -------------- | ---------------- | ---------------------------------- | ------- | ----- |
| 28 giugno 1985 | 25 giugno 1990 | Emilio Mazza     | Democrazia Cristiana               | Sindaco | [ 8 ] |
| 25 giugno 1990 | 24 aprile 1995 | Giuseppe Epinati | Democrazia Cristiana               | Sindaco | [ 8 ] |
| 24 aprile 1995 | 13 giugno 1999 | Emilio Mazza     | Lista civica                       | Sindaco | [ 9 ] |
| 14 giugno 1999 | 12 giugno 2004 | Emilio Mazza     | Lista civica                       | Sindaco | [ 9 ] |
| 14 giugno 2004 | 7 giugno 2009  | Fabio Brignoli   | Lista civica                       | Sindaco | [ 9 ] |
| 8 giugno 2009  | 25 maggio 2014 | Fabio Brignoli   | Lista civica                       | Sindaco | [ 9 ] |
| 25 maggio 2014 | in carica      | Fabio Brignoli   | Lista civica Insieme per Entratico | Sindaco | [ 9 ] |

## Sport

### Calcio
La principale squadra di calcio della città è ASD Nuova Valcavallina Calcio che milita nel girone F bergamasco di 1ª categoria.

### Altri sport
Il 3 luglio 2011 fu sede del primo campionato provinciale bergamasco di Bike polo organizzato da Pedalopolis Bergamo.